# Os Poentes da Minha Terra
Os poentes da minha terra é uma ode à cidade de Ponta Grossa no Paraná e o poema mais divulgado de Anita Philipovsky, publicado pela primeira vez em Curitiba, em edição individual e integral, pela revista “Prata de Casa”, em 1936. Mais de duas décadas depois, em 1959, o mesmo texto saiu impresso, com pequenas modificações, em antologia realizada pelo Centro Paranaense Feminino de Cultura, quando deve ter recebido aprovação definitiva da escritora. Em 2002 o compositor Waltel Branco musicou o poema em formato sinfônico.
- Commons
- Wikisource